# Phanerotomella crassicornis
Phanerotomella crassicornis är en stekelart som beskrevs av Herbert Zettel 1989. Phanerotomella crassicornis ingår i släktet Phanerotomella och familjen bracksteklar. Inga underarter finns listade i Catalogue of Life.